# Sangria gratuite
Сенгрія Гретуіт (фр. Sangria gratuite) — французький музичний гурт утворений 1998 року у місті Тарб (Верхні Піренеї)

## Склад
- David Epi (гітара/укулеле/спів)
- Pascal Gibeax (ударні/бас/спів)
- Laurent Delpech (ударні/спів)

## Дискографія
- Especial Hot fiesta Mélange (1999)
- A Hum !!! (2001)
- En pestâcle (2003)
- PutinKon (2004)
- Y'a pas d'raison (2007)
- DVD 10 ans d'âge (2008)